# Stourne calédonien
Espèce
Statut de conservation UICN

 LC  : Préoccupation mineure
Le Stourne calédonien (Aplonis striata) est une espèce de passereau de la famille des Sturnidae.

## Répartition
Il est endémique de la Nouvelle-Calédonie :
- sur Grande terre et l'Île des Pins : sous-espèce striata ;
- sur les Îles Loyauté : sous-espèce atronitens.

## Habitat
Il habite les forêts humides tropicales et subtropicales en plaine.